# The Beautiful South
The Beautiful South byla britská poprocková skupina, kterou v roce 1988 založili Paul Heaton a Dave Hemingway, dva bývalí členové skupiny The Housemartins, ve které oba zpívali hlavní a doprovodné vokály. Po celou dobu existence byli členy skupiny Sean Welch (baskytara), Dave Stead (bicí) a Dave Rotheray (kytara). Skladby pro skupinu psali společně Heaton a Rotheray.
Po prvním albu Welcome to the Beautiful South (1989) se ke skupině připojila řada zpěvaček. Všechny zpívaly po boku Heatona a Hemingwaye hlavní a doprovodné vokály – Briana Corrigan na druhém a třetím albu, následovala Jacqui Abbottová na čtvrtém až sedmém albu a nakonec Alison Wheeler na posledních třech albech.
Skupina byla známá svými ironickými texty všímajícími si dění ve společnosti. Skupina se rozpadla v lednu 2007. Za dobu své existence prodala celosvětově asi 15 milionů desek.

## Diskografie
- 1989 – Welcome to the Beautiful South
- 1990 – Choke
- 1992 – 0898 Beautiful South
- 1994 – Miaow
- 1996 – Blue Is the Colour
- 1998 – Quench
- 2000 – Painting It Red
- 2003 – Gaze
- 2004 – Golddiggas, Headnodders and Pholk Songs
- 2006 – Superbi